# Glyphoglossus smithi
Espèce
Synonymes
- Calliglutus smithi Barbour & Noble, 1916
- Calluella smithi (Barbour & Noble, 1916)

Statut de conservation UICN

 NT  : Quasi menacé
Glyphoglossus smithi est une espèce d'amphibiens de la famille des Microhylidae.

## Répartition
Cette espèce est endémique de Malaisie orientale, dans le Nord de Bornéo,. Elle se rencontre dans les États du Sabah et du Sarawak.
Sa présence est incertaine en Indonésie et au Brunei.

## Étymologie
Cette espèce est nommée en l'honneur d'Harrison W. Smith.

## Publication originale
- Barbour & Noble, 1916 : New Amphibians and a New Reptile from Sarawak.  Proceedings of the New England Zoölogical Club, vol. 6, p. 19-22 (texte intégral).